# いこらもーる泉佐野
いこらも〜る泉佐野（いこらも〜るいずみさの）は、大阪府泉佐野市下瓦屋二丁目にある大型ショッピングモールである。
かつてはショッパーズモール泉佐野（ショッパーズモールいずみさの）という名称であった。府道63号線（旧26号線）沿線に存在する。

## ダイエー所有時代
東京製綱泉佐野工場跡地にダイエーが出店を表明し、大型商業施設が建設されることとなった。
2000年3月2日にオープン。日本初のサーキットモール型の店舗である。店番号は0715。なお、ダイエーが2004年から産業再生機構の下で経営再建する前の、最後の大型ショッピングモールの出店ともなった。
経営再建中であったダイエーは2005年2月に全国の53の店舗を閉店することを発表、その中にはショッパーズモール泉佐野や近江八幡店など、主力の店舗も含まれていた。その後、2005年9月29日に発表された記者会見で、再生計画で閉店予定だったショッパーズモール泉佐野はリストアップされていた11店舗とともに業績回復が見込まれると判断され、閉店は免れた。
その後、2006年に株式会社ザイマックスに譲渡され、当ショッピングモールに入居していたダイエー泉佐野店は2006年10月1日付けでグルメシティに転換された。店自体の撤退ではなく食品・日用品・服飾雑貨は継続して取り扱うものの、衣料品の取り扱いからは撤退した。店舗面積も約16300m2から3500m2に大幅縮小された。2006年の年間売上目標は26億円。

## ザイマックス所有時代
ダイエーから建物の所有権と管理権を譲り受けたザイマックスは、子会社の株式会社ザイマックスプロパティズ関西に運営を委託し営業を開始。
2014年5月には、中核テナントであったグルメシティが閉鎖、同年6月にはショッパーズモール泉佐野から公募で決められた「いこらも〜る泉佐野」に名称変更され、グルメシティに代わるテナントとしてコープが出店した。
なお、ダイエーは2019年3月1日に山陽マルナカから市内の湊に所在する「マルナカ泉佐野店」の運営を継承し、2021年12月1日に同店舗を「ダイエー泉佐野店」に改称することで泉佐野市に再出店しているが、当施設に出店していた同名店舗とは全く別の店舗である。

## フロア構成
| 階  | フロア概要     |
| --- | -------------- |
| 3階 | 駐車場・専門店 |
| 2階 | 専門店         |
| 1階 | 専門店         |

## 主なテナント
- ケーズデンキ（家電）
- ドン・キホーテ（ディスカウント）
- ユニクロ（衣料品）
- ファッションセンターしまむら（衣料品）
- 西松屋（ベビー、キッズ、ジュニア）
- ディッパーダン（クレープ）
- ケンタッキーフライドチキン（フライドチキン）
- サイゼリヤ（イタリアンレストラン）
- やよい軒（定食）
- コープいこらも〜る泉佐野（スーパーマーケット）

## 沿革
- 2000年3月2日 - ショッパーズモール泉佐野開業。
- 2006年2月28日 - ショッパーズ泉佐野を所有していたダイエーが、株式会社ザイマックスに管理・所有権を譲渡。譲渡とともにダイエー泉佐野店閉店。
- 2006年3月11日 - グルメシティ泉佐野店が出店。
- 2014年5月6日 - グルメシティ泉佐野店が撤退。
- 2014年6月1日 - 名称を「いこらも〜る泉佐野」に改名。（名称は2014年3月15日から4月6日に店内投票のうえ決定）
- 2014年11月21日 - グルメシティ泉佐野店の跡地を改装し、コープいこらも〜る泉佐野店がオープン。

## アクセス
- 南海本線井原里駅から徒歩5分